# Tatra T3G

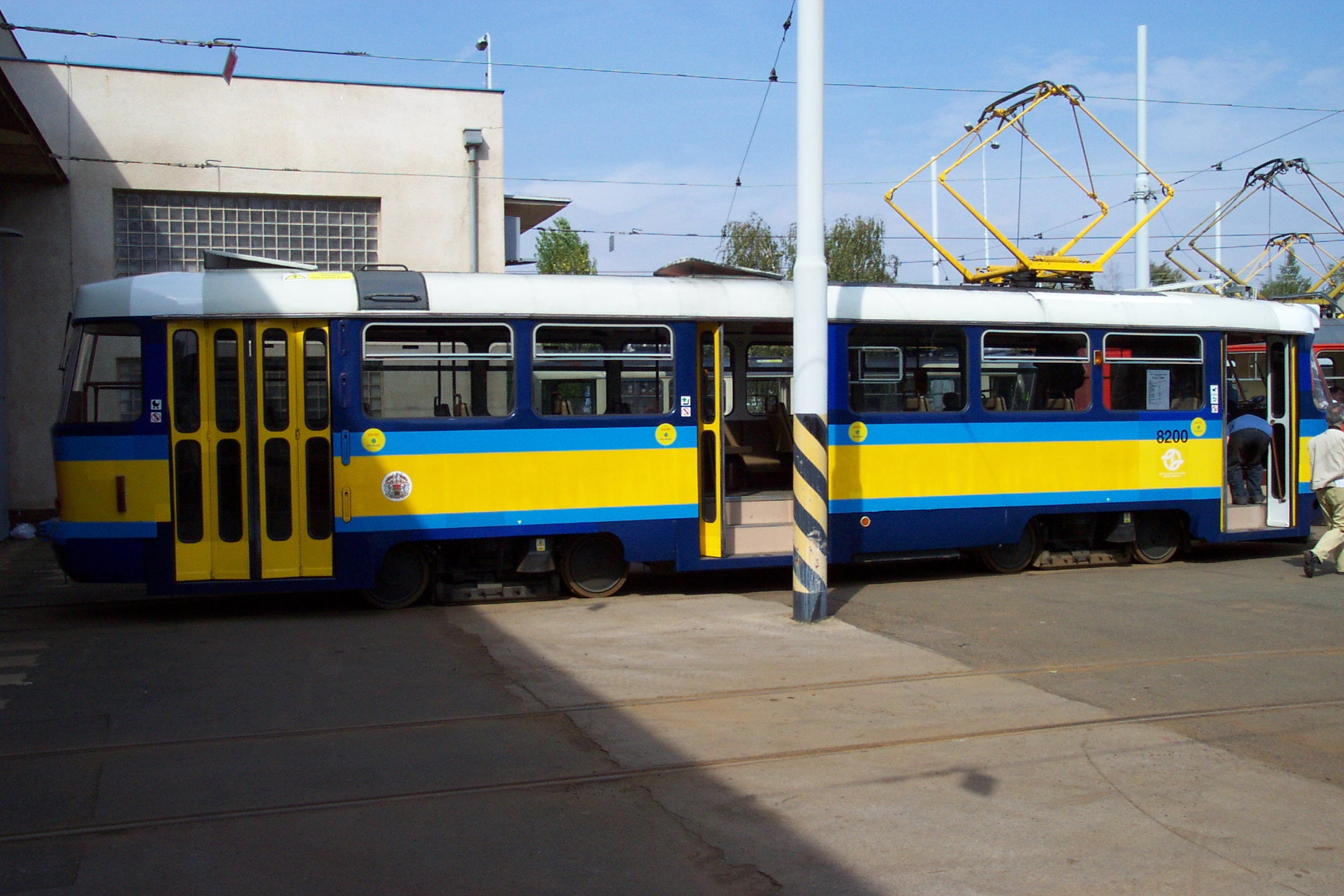
Praski tramwaj T3G

Tatra T3G – typ tramwaju, który powstał w wyniku modernizacji czechosłowackiego tramwaju T3.

## Historia
Po udanej modernizacji T3M z przełomu lat 70. i 80. XX wieku, w latach 90. rozpoczęto przebudowę starszych tramwajów T3 na typ T3G. Wyposażenie elektryczne typu TV8 z tyrystorami GTO wyprodukowała firma ČKD Trakce przy współpracy z praskim zakładem komunikacyjnym. Pierwsze wyposażenie skonstruowano w 1991 r. i zamontowano w praskim tramwaju T3, noszącym numer 6551. W późniejszym czasie wagonowi temu nadano numer 8201, a od roku 1994 odbywał on jazdy testowe z pasażerami. Prototyp odstawiono w 1996 r., a następnie zezłomowano w 2003 r.
Produkcja seryjna wyposażenia TV8 miała miejsce w latach 1992–1997. Największym odbiorcą stało się Drezno, gdzie wyposażenie TV8 zamontowano w modernizowanych tramwajach typu T4D. W połowie lat 90. XX wieku podobne wyposażenie otrzymały również fabrycznie nowe nadwozia, które dostarczono do Ostrawy. Ostrawskie wagony, w odróżnieniu od praskich tramwajów T3M i T3M.2-DVC, nie otrzymały żadnego odrębnego oznaczenia.

## Modernizacja
Każdy przewoźnik modernizował swoje tramwaje na typ T3G w różny sposób, jednakże cechą wspólną wszystkich wagonów jest nowe wyposażenie TV8. W niektórych miastach wymieniono jedynie wyposażenie starych wagonów (Bratysława, Brno, Pilzno, Ostrawa, praski wóz nr 6551), gdzie indziej zmodernizowano całe tramwaje (Liberec, Ostrawa, praski wóz nr 8200), natomiast dla Ostrawy powstały fabrycznie nowe wagony typu T3G.

## Dostawy
W 1990 roku wyprodukowano 20 tramwajów Tatra T3G dla Ostrawy.
| Państwo        | Miasto         | Typ            | Lata dostaw    | Liczba | Numery taborowe | Uwagi |       |
| -------------- | -------------- | -------------- | -------------- | ------ | --------------- | ----- | ----- |
| Czechy         | Ostrawa        | T3G            | 1990           | 20     | 1028–1047       |       | [ 1 ] |
| Łączna liczba: | Łączna liczba: | Łączna liczba: | Łączna liczba: | 20     |                 |       |       |

Kolejne 83 wagony powstały w wyniku modernizacji starszych tramwajów.
| Państwo        | Miasto         | Typ            | Lata modernizacji | Liczba | Numery taborowe    | Uwagi |       |
| -------------- | -------------- | -------------- | ----------------- | ------ | ------------------ | ----- | ----- |
| Czechy         | Brno           | T3G            | 1992–1999         | 38     | [ a ]              |       | [ 2 ] |
| Czechy         | Liberec        | T3G            | 1995              | 1      | 54                 |       | [ 3 ] |
| Czechy         | Ostrawa        | T3G            | 1994–1998         | 26     | [ b ]              |       | [ 1 ] |
| Czechy         | Pilzno         | T3G            | 1994–1995         | 4      | 239, 240, 274, 275 |       | [ 4 ] |
| Czechy         | Praga          | T3G            | 1991–1994         | 2      | 8200, 8201         |       | [ 5 ] |
| Słowacja       | Bratysława     | T3G            | 1993–1997         | 12     | 7835–7846          |       | [ 6 ] |
| Łączna liczba: | Łączna liczba: | Łączna liczba: | Łączna liczba:    | 83     |                    |       |       |